# NK Jadran Ljuta
Nogometni klub Jadran  (NK Jadran; Jadran; Jadran Ljuta) je bivši nogometni klub iz Ljute, općina Konavle, Dubrovačko-neretvanska županija.

## O klubu
Klub je osnovan 1947. godine, dok je nogometno igralište u mjestu uređeno već 1943. godine. Klub djeluje do sredine 1960-ih, kada je nekoliko godina u mirovanje. Osamdesete su uspješne za klub - dva puta je prvak Općinske lige - Konavle (1985./86. 1988./89.). Klub je također i prvak 1992./93. 
 Zbog manjka igračkog kadra i financijskih problema, je odlučeno da se klub stavi u mirovanje u sezoni 1995./96. 
 
Za "Jadran" je zanimljivo i to što je jedan od prvih hrvatskih klubova koji je organizirao noćnu utakmicu, 1952. godine. 
 
Tradicija "Jadrana" je nastavljena 2007. godine osnivanjem malonogometnog kluba MNK Jadran Ljuta. 

## Unutrašnje poveznice
- Ljuta
- MNK Jadran Ljuta

## Vanjske poveznice
- mnk-jadran.hr - MNK Jadran Ljuta  Arhivirana inačica izvorne stranice od 27. rujna 2018. (Wayback Machine)
- mnk-jadran.hr, Slike iz prošlosti NK Jadran  Arhivirana inačica izvorne stranice od 21. rujna 2018. (Wayback Machine), objavljeno 13. rujna 2008.